# Highveld Classic
De Highveld Classic was een golftoernooi in Zuid-Afrika, dat deel uitmaakte van de Sunshine Tour. Het toernooi werd opgericht in 1979 en vond steeds plaats op de Witbank Golf Club, in Witbank. De par van de golfbaan is 72 en er werd gegolfd in drie ronden (54 holes).
In 1979, werd dit toernooi officieel opgenomen op de kalender van de FNB Tour, dat later vernoemd werd tot Southern Africa Tour, in 1995, en tot Sunshine Tour, in 2000.

## Winnaars
| Jaar                         | Winnaar              | Score            |                  |
| Highveld Classic             | Highveld Classic     | Highveld Classic | Highveld Classic |
| ---------------------------- | -------------------- | ---------------- | ---------------- |
| 1979                         | ?                    | ?                |                  |
| 1980                         | ?                    | ?                |                  |
| 1981                         | ?                    | ?                |                  |
| 1982                         | ?                    | ?                |                  |
| 1983                         | ?                    | ?                |                  |
| 1984                         | ?                    | ?                |                  |
| 1985                         | ?                    | ?                |                  |
| 1986                         | ?                    | ?                |                  |
| 1987                         | ?                    | ?                |                  |
| 1988                         | ?                    | ?                |                  |
| 1989                         | Nico van Rensburg    | ?                |                  |
| 1990                         | Ernie Els            | ?                |                  |
| 1991                         | Robbie Stewart       | ?                |                  |
| 1992                         | Retief Goosen        | 199 (-17)        |                  |
| 1993                         | Des Terblanche       | 198 (–18)        |                  |
| 1994                         | Sean Pappas          | 206 (–10)        |                  |
| Bearing Man Highveld Classic |                      |                  |                  |
| 1995                         | Russell Fletcher     | 204 (–12)        | [ 1 ]            |
| 1996                         | Des Terblanche       | 200 (–16)        | [ 2 ]            |
| 1997                         | Darren Fichardt      | 200 (–16)        | [ 3 ]            |
| 1998                         | Wayne Bradley        | 202 (–14)        | [ 4 ]            |
| 1999                         | Bobby Lincoln        | 209 (–7)PO       | [ 5 ]            |
| 2000                         | Sean Pappas          | 200 (–16)        | [ 6 ]            |
| 2001                         | Justin Hobday        | 203 (–13)PO      | [ 7 ]            |
| 2002                         | Titch Moore          | 196 (–20)        | [ 8 ]            |
| 2003                         | Dion Fourie          | 201 (–15)        | [ 9 ]            |
| 2004                         | Divan van den Heever | 198 (–18)        | [ 10 ]           |
| 2005                         | Bradford Vaughan     | 201 (–15)        | [ 11 ]           |
| 2006                         | Darren Fichardt      | 204 (–12)PO      | [ 12 ]           |
| 2007                         | Marc Cayeux          | 202 (–14)        | [ 13 ]           |
| Metmar Highveld Classic      |                      |                  |                  |
| 2008                         | James Kamte          | 196 (–20)        | [ 14 ]           |
| 2009                         | Lindani Ndwandwe     | 197 (–19)PO      | [ 15 ]           |

| Toernooirecord |

### Play-offs
- In 1999 won Bobby Lincoln de play-off van Darren Fichardt en Lyall McNeill
- In 2001 won Justin Hobday de play-off van Marc Cayeux
- In 2006 won Darren Fichardt de play-off van Alex Haindl
- In 2009 won Lindani Ndwandwe de play-off van Alex Haindl

Amatola Sun Classic · Atlantic Beach Classic · Bell's Player Championship · Bloemfontein Classic · Botswana Open · Bushveld Classic · Canon Classic · Coca-Cola Charity Championship · Cock of the North · Devonvale Classic · Emfuleni Classic · Eskom Power Cup · General Motors Open · Goldfields Powerade Classic · Goodyear Classic · Graceland Challenge · Highveld Classic · ICL International · Iscor Newcastle Classic · Kalahari Classic · Limpopo Classic · Lombard Tyres Classic · Mafunyane Trophy · Mercedes Benz Golf Challenge · Mount Edgecombe Trophy · Namibië Open · Namibia PGA Championship · Nashua Wild Coast Sun Challenge · Natal Open · Nelson Mandela Invitational · Northern Cape Classic · Observatory Classic · Palabora Classic · Parmalat Classic · Radio Algoa Challenge · Randfontein Classic · Rhodesian Masters · Riviera Resort Classic · Royal Swazi Sun Classic · Seekers Travel Pro-Am · South African Masters · South African Match Play Championship · South African Pro-Am Invitational · Spoornet Classic · Sun Coast Classic · Transvaal Open · Vodacom Golf Championship · Vodacom Open · Vodacom Players Championship · Vodacom Series · Vodacom Trophy · Western Cape Classic · Western Province Open